# Edward Stone (filòsof natural)
Edward Stone   (Princes Risborough, 5 de novembre de 1702 - Horsenden, 26 de novembre de 1768) va ser un reverend de l'Església d'Anglaterra que va descobrir l'ingredient actiu de l'aspirina.
Va estudiar al Wadham College, un dels que constitueixen la Universitat d' Oxford. Per alleujar els seus dolors, mastegava l'escorça del salze blanc notant el seu sabor agre que li recordava a la cincona.
Convertint l'escorça en unes pólvores seques, les va administrar a dotzenes d'individus notant consistentment que guaria dolors intermitents. Els seus experiments el van portar a descobrir l'àcid salicílic, l'ingredient actiu de l'àcid acetilsalicílic. El 25 d'abril de 1763 va enviar una carta al Lord Macclesfield, president de la Royal Society, carta que encara es conserva, on reportava el descobriment.